# NGC 5245
NGC 5245 је спирална галаксија у сазвежђу Девица која се налази на NGC листи објеката дубоког неба.
Деклинација објекта је + 3° 53' 53" а ректасцензија 13h 37m 23,2s. Привидна величина (магнитуда) објекта NGC 5245 износи 14,2 а фотографска магнитуда 15,0. NGC 5245 је још познат и под ознакама CGCG 45-48, NPM1G +04.0399, PGC 48110.